# Vassili Gordov
Vassili Nikolaevich Gordov (em russo:  Василий Николаевич Гордов, 12 de dezembro de 1896 - 24 de agosto de 1950) foi um coronel-general do Exército Vermelho e Herói da União Soviética. Gordov comandou a Frente de Stalingrado entre julho e agosto de 1942, até sua substituição por Andrei Ieremenko.

## Juventude
Gordov nasceu em 30 de dezembro de 1896 na aldeia de Matveievka, na região de Ufa. Filho de camponeses, Gordov juntou-se ao Exército Imperial Russo em 1915, e foi promovido a sargento júnior. Ele se alistou na Guarda Vermelha em 1917, juntando-se ao Exército Vermelho em 1918. Gordov terminou a Guerra Civil Russa como comandante do 53º Regimento de Infantaria, lutando na campanha contra Nestor Makhno, pela qual recebeu a Ordem do Estandarte Vermelho. Entre 1925 e 1926, Gordov atuou como conselheiro do exército da Mongólia. Em 1932, ele se formou na Academia Militar Frunze e, em 1933, tornou-se chefe de gabinete da Escola de Infantaria do Estandarte Vermelho de Moscou. Em seguida, ele foi Chefe do Estado-Maior da 18ª Divisão de Infantaria, de maio de 1935 a 1937. Em julho de 1937, Gordov tornou-se comandante da 67ª Divisão de Infantaria, e em julho de 1939 ele se tornou Chefe de Pessoal do Distrito Militar de Kalinin.

## Guerra de Inverno e Segunda Guerra Mundial
Gordov lutou na Guerra de Inverno como Chefe do Estado-Maior do 7º Exército, mas foi afastado do comando após alegados fracassos. Ele foi transferido para o Distrito Militar Báltico, onde se tornou seu Chefe do Estado-Maior. Promovido a major-general em junho de 1940, foi Chefe do Estado-Maior do 21º Exército, após a Operação Barbarossa, e foi então seu comandante em outubro de 1941, lutando na Batalha de Smolensk e na Batalha de Kiev.

## Vida mais tarde
Em 1947, Gordov teve uma conversa com seu antigo Chefe de Estado-Maior, Filipp T. Ribalchenko, na qual fez comentários um tanto críticos das políticas de Josef Stalin. Essa conversa foi reportada a Stalin, e Gordov foi preso, juntamente com Grigori Kulik e Ribalchenko, sob a acusação de tentar cometer atos terroristas contra o governo soviético. Ele foi condenado à morte sob o artigo 58, em 24 de agosto de 1950, e executado no mesmo dia, na Prisão de Lefortovo.